# Station Etterbeek

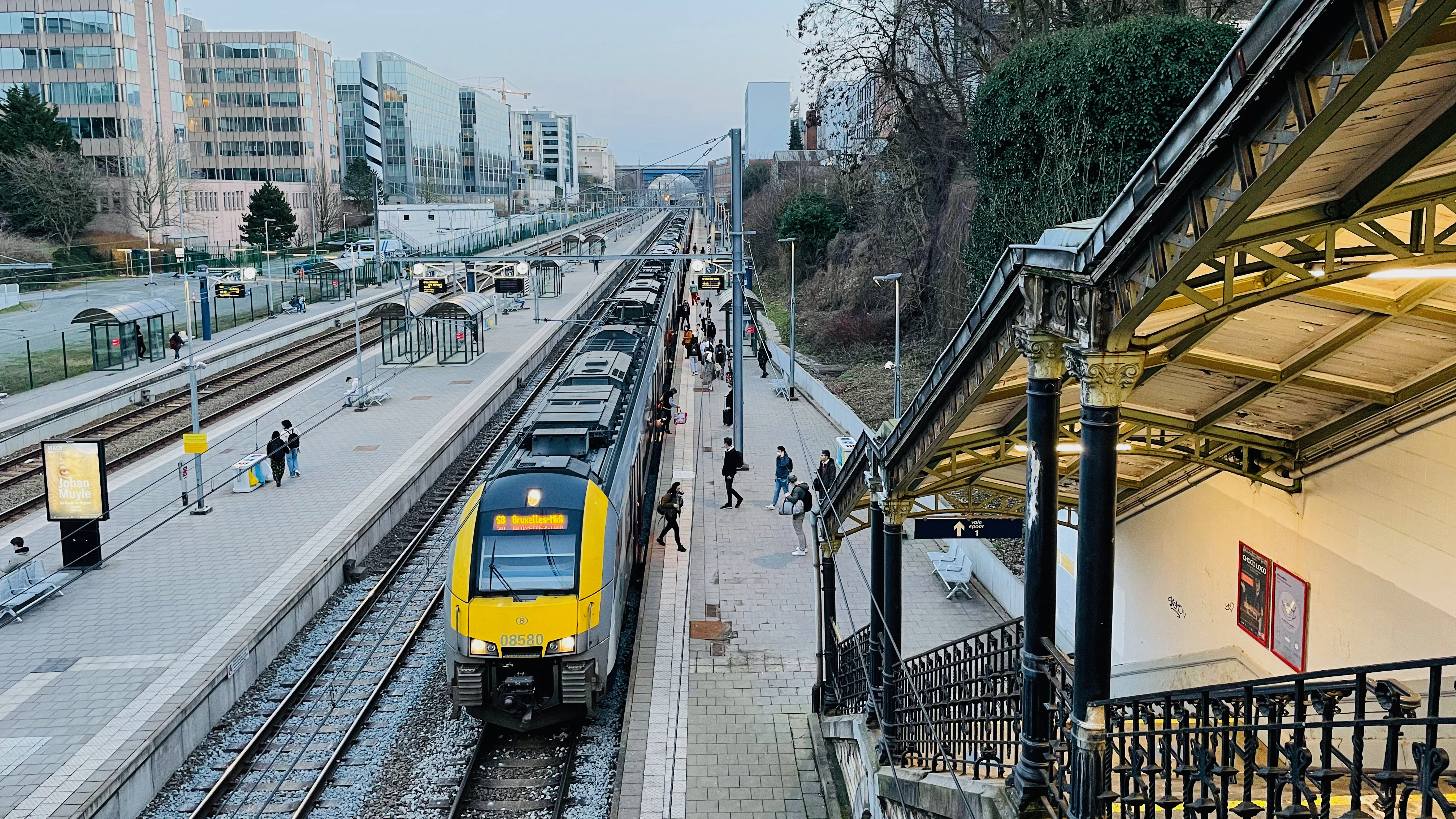
Zicht op de sporen met een MS08 treinstel

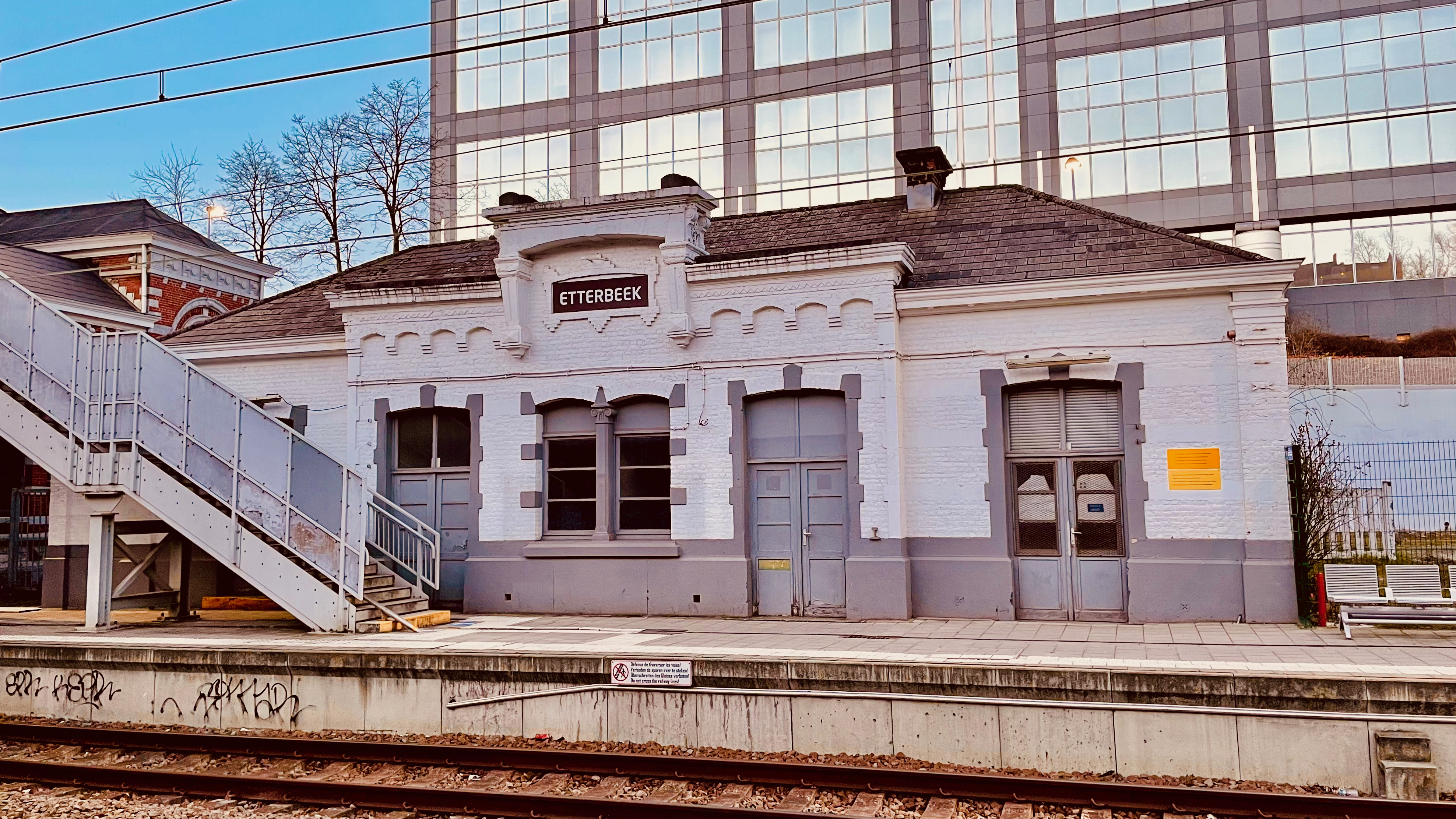
Zicht op de perrons

Station Etterbeek is een NMBS-station en MIVB-tram-/bushalte in het Brussels Hoofdstedelijk Gewest (België), gelegen aan de lijn 161 van Brussel naar Namen. Ondanks de naam ligt het station niet in Etterbeek, maar net over de grens in de gemeente Elsene. Hoewel het station dichter bij het centrum van Elsene dan bij dat van Etterbeek lag, werd het station naar Etterbeek genoemd omdat die plaats in het verleden een hogere status had gehad dan het landelijke "gehucht" Elsene.
Sinds 1 maart 2024 zijn de loketten van dit station enkel in de week geopend tussen 7 en 14.15 uur.
Station Etterbeek werd in gebruik genomen op 25 september 1880. In de onmiddellijke nabijheid van station ligt de universiteitscampus van de VUB en die van de ULB (gemeente Elsene), evenals de voormalige Koninklijke Rijkswachtschool, en de voormalige kazernes Luitenant-generaal Baron de Witte de Haelen en Majoor Géruzet.

## Kenmerken

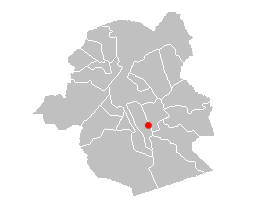
Locatie van het station binnen het Brussels Hoofdstedelijk Gewest

De vier perrons van station Etterbeek bevinden zich direct ten zuiden van de tunnel onder de Generaal Jacqueslaan, vanwaar ze door middel van overdekte trappenhuizen te bereiken zijn. Het stationsgebouw staat dwars op de sporen, maar uiteraard een niveau hoger.
Station Etterbeek wordt op weekdagen bediend door trein naar Brussel-Zuid, Binche, Louvain-la-Neuve, Aalst, Nivelles, Mechelen (via lijn 26) en Halle (via lijn 26).
In het weekend is er vanuit Brussel slechts eenmaal per uur de S8-trein Brussel-Zuid - Ottignies. Sinds december 2017 is er in het weekend één keer per uur een S5-trein Mechelen - Halle en een S19-trein Nijvel - Brussels Airport-Zaventem - Leuven.
Per tram is station Etterbeek te bereiken met de lijnen 7 en 25 van de grote ring. Verder stopt de drukke buslijn 95 aan het kruispunt van de Generaal Jacqueslaan en Kroonlaan. Aan de VUB-campus (Pleinlaan) stoppen ook een paar buslijnen van De Lijn en de TEC.

## Geschiedenis
Het kleine witte gebouw in eclectische stijl op perron 4 werd gebouwd na de opening van de lijn Brussel - Tervuren, tussen 1877 en 1882. De plannen van het station werden voorgesteld op 21 juni 1879 en werden goedgekeurd op 19 juli in hetzelfde jaar. Het station werd geopend op 25 september 1880 voor passagiers, en op 15 oktober 1881 voor goederen.
De lijn Brussel - Tervuren was bedoeld als een voorstadsmetro naar Frans model. Initieel was Etterbeek een landelijke gemeente. Dit veranderde sterk met de aanleg van de Rolinkazerne en het oefenplein. Het station werd voornamelijk gebruikt als militair station voor troepen. Hiervoor liepen de peronnen aan het noordelijke einde tot aan de Ruiterijlaan.
In 1906 werd het eerste station vervangen door een nieuw station, gelegen op de nieuwe ringlanen. De monumentale aanblik van het station moest de prestige van deze ringlanen bevestigen. Dit gebouw werd gebouwd met twee tunnels voor de sporen en een sokkel in neo-Vlaamse renaissancestijl. Het werd in gebruik genomen in 1906.
Dit laatste gebouw werd beschadigd in 1943 tijdens een bombardement.Het bleef in gebruik tot de jaren 1950, toen besloten werd om het stationsgebouw van 1906 en de lijn Brussel - Tervuren af te breken. Op het einde van de jaren 1950 beslist de NMBS om de huidige lokettenzaal te bouwen.

## Toekomst
Er zijn plannen om van het station het vierde belangrijkste station van het Brussels Hoofdstedelijk Gewest te maken. In het kader hiervan plant men een renovatie van het station van 2017. Daarnaast circuleren al langer plannen voor een voetgangersbrug van het station, over de Pleinlaan, naar de VUB-campus. Er werd een architectuurwedstrijd gehouden en eind 2021 werd het winnende ontwerp geselecteerd, dat het station in een moderne gedaante wil herbouwen.
In 2013 pleitte de rector van de VUB voor een naamswijziging van het station van "Etterbeek" naar "Universiteit/Université" of "VUB/ULB". Een gelijkaardige naamswijziging werd eerder al uitgevoerd voor de MIVB tramhalte Tweede Lanciers (nu 'VUB').

## Treindienst
| Serie | Treinsoort       | Route | Bijzonderheden |
| ----- | ---------------- | --- | --- |
| IC 17 | Intercity (NMBS) | Brussels Airport-Zaventem – Brussel-Luxemburg – Etterbeek – Namen – Dinant                                         | Rijdt in het weekend tussen Brussel-Zuid en Dinant. |
| S 4   | GEN (NMBS)       | Aalst – Brussel-Schuman – Etterbeek – Mechelen                                                                     | Rijdt alleen op werkdagen. |
| S 5   | GEN (NMBS)       | [ Geraardsbergen – ] Edingen – Halle – Etterbeek – Brussel-Schuman – Vilvoorde – Mechelen                          | Rijdt in de spits van/naar Geraardsbergen. Rijdt in het weekend tussen Halle en Mechelen. Rijdt tijdens de vakantieperiode 1x/u enkel tussen Halle en Mechelen.    |
| S 8   | GEN (NMBS)       | Zottegem – Brussel-Zuid – Brussel-Schuman – Etterbeek – Ottignies – Louvain-la-Neuve                               | Rit naar Zottegem rijdt niet in het weekend. Een rit rijdt dagelijks tussen Brussel-Zuid - Ottignies. Een rit rijdt dagelijks tussen Ottignies - Louvain-la-Neuve. |
| S 9   | GEN (NMBS)       | Landen – Leuven – Brussel-Schuman – Etterbeek – Nijvel                                                             | Rijdt alleen op werkdagen. |
| S 19  | GEN (NMBS)       | [ Leuven – ] Brussels Airport-Zaventem – Brussel-Luxemburg – Etterbeek – Eigenbrakel – Nijvel – Charleroi-Centraal | Rijdt in het weekend tussen Leuven en Nijvel. |
| S 81  | GEN (NMBS)       | Schaarbeek – Brussel-Schuman – Etterbeek – Ottignies                                                               | Rijdt enkel tijdens de spits tijdens het schooljaar |

## Reizigerstellingen
De grafiek en tabel geven het gemiddeld aantal instappende reizigers weer op een week-, zater- en zondag.
| Tabel: aantal instappende reizigers station Etterbeek | Tabel: aantal instappende reizigers station Etterbeek | Tabel: aantal instappende reizigers station Etterbeek | Tabel: aantal instappende reizigers station Etterbeek |
|                                                       | Weekdag                                               | Zaterdag                                              | Zondag                                                |
| ----------------------------------------------------- | ----------------------------------------------------- | ----------------------------------------------------- | ----------------------------------------------------- |
| 1977                                                  | 3 520                                                 | 364                                                   | 233                                                   |
| 1978                                                  | 3 316                                                 | 364                                                   | 212                                                   |
| 1979                                                  | 3 473                                                 | 251                                                   | 190                                                   |
| 1980                                                  | 3 535                                                 | 303                                                   | 159                                                   |
| 1981                                                  | 3 400                                                 | 198                                                   | 174                                                   |
| 1982                                                  | 3 490                                                 | 261                                                   | 154                                                   |
| 1983                                                  | 2 930                                                 | 298                                                   | 154                                                   |
| 1984                                                  | 2 270                                                 | 187                                                   | 149                                                   |
| 1985                                                  | 2 091                                                 | 174                                                   | 135                                                   |
| 1986                                                  | 1 880                                                 | 217                                                   | 123                                                   |
| 1987                                                  | 1 929                                                 | 362                                                   | 235                                                   |
| 1988                                                  | 2 451                                                 | 220                                                   | 113                                                   |
| 1989                                                  | 2 357                                                 | 264                                                   | 185                                                   |
| 1990                                                  | 1 260                                                 | 70                                                    | 59                                                    |
| 1991                                                  | 2 345                                                 | 201                                                   | 377                                                   |
| 1992                                                  | 2 025                                                 | 203                                                   | 127                                                   |
| 1993                                                  | 2 807                                                 | 207                                                   | 115                                                   |
| 1994                                                  | 2 651                                                 | 276                                                   | 188                                                   |
| 1995                                                  | 2 792                                                 | 321                                                   | 195                                                   |
| 1996                                                  | 3 119                                                 | 285                                                   | 138                                                   |
| 1997                                                  | 3 106                                                 | 345                                                   | 191                                                   |
| 1998                                                  | 3 633                                                 | 327                                                   | 2                                                     |
| 1999                                                  | 3 734                                                 | 338                                                   | 3                                                     |
| 2000                                                  | 3 810                                                 | 409                                                   | 3                                                     |
| 2001                                                  | 4 811                                                 | 640                                                   | 504                                                   |
| 2002                                                  | 4 675                                                 | 578                                                   | 247                                                   |
| 2003                                                  | 4 922                                                 | 402                                                   | 276                                                   |
| 2004                                                  | 5 233                                                 | 370                                                   | 249                                                   |
| 2005                                                  | 5 738                                                 | 510                                                   | 378                                                   |
| 2006                                                  | 6 026                                                 | 429                                                   | 262                                                   |
| 2007                                                  | 5 565                                                 | 344                                                   | 223                                                   |
| 2008                                                  | -                                                     | -                                                     | -                                                     |
| 2009                                                  | 5 091                                                 | 457                                                   | 300                                                   |
| 2010                                                  | -                                                     | -                                                     | -                                                     |
| 2011                                                  | -                                                     | -                                                     | -                                                     |
| 2012                                                  | 4 645                                                 | 433                                                   | 306                                                   |
| 2013                                                  | 4 621                                                 | 376                                                   | 211                                                   |
| 2014                                                  | 4 766                                                 | 399                                                   | 269                                                   |
| 2015                                                  | 4 894                                                 | 365                                                   | 311                                                   |
| 2016                                                  | 5 450                                                 | 242                                                   | 218                                                   |
| 2017                                                  | 6 681                                                 | 382                                                   | 323                                                   |
| 2018                                                  | 7 536                                                 | 791                                                   | 564                                                   |
| 2019                                                  | 7 924                                                 | 819                                                   | 693                                                   |
| 2020                                                  | 4 264                                                 | 819                                                   | 767                                                   |
| 2021                                                  | -                                                     | -                                                     | -                                                     |
| 2022                                                  | 6 556                                                 | 1 007                                                 | 825                                                   |
| 2023                                                  | 6 658                                                 | 894                                                   | 698                                                   |
| 2024                                                  | 8 272                                                 | 1 044                                                 | 840                                                   |

## Tram en bus

### MIVB-Tramlijnen
|  | 7 - Heizel - Vanderkindere     |
|  | 25 - Rogier - Boondaal station |

### MIVB-buslijnen
|  | 95 - Beurs - Wiener |

### De Lijn/TEC-buslijnen (VUB-campus)
|  | 341 - Etterbeek station - Ottenburg - Waver (De Lijn)                  |
|  | 343 - Etterbeek station - Hoeilaart - Maleizen (De Lijn)               |
|  | 348 - Etterbeek station - Maleizen - Terhulpen (De Lijn)               |
|  | 349 - Etterbeek station - Huldenberg - Ottenburg (De Lijn)             |
|  | Conforto - Etterbeek station - Waver - Louvain-la-Neuve (TEC, snelbus) |

## Plaatsen en straten in de omgeving
- De VUB- en ULB-campus
- De politiekazerne van Etterbeek
- De Generaal Jacqueslaan, Kroonlaan en Pleinlaan